# Pseudathyma lucretioides
Pseudathyma lucretioides är en fjärilsart som beskrevs av Carpenter och Jackson 1950. Pseudathyma lucretioides ingår i släktet Pseudathyma och familjen praktfjärilar. Inga underarter finns listade i Catalogue of Life.